# 鬼角長治郎
鬼角 長治郎（おにかど ちょうじろう、1879年 - 没年不明）は、現在の石川県加賀市出身で雷部屋に所属した力士。本名は北市 長次郎。最高位は東前頭12枚目。169cm、105kg。

## 経歴
1899年1月幕下付出で初土俵、1902年5月十両昇進。1906年1月、同期入門の浪ノ音健藏とともに新入幕（浪ノ音は序ノ口から）を果たす。しかし、大敗を喫し途中休場したうえ、翌場所も全休し十両に陥落。1907年5月限り廃業し、浪ノ音と明暗を分ける形となった。

## 成績
- 幕内2場所3勝6敗11休

## 改名歴
正角→鬼角